# Cantó de Vaires-sur-Marne
El cantó de Vaires-sur-Marne és un antic cantó francès del departament del Sena i Marne, que estava situat al districte de Torcy. Comptava amb 2 municipis i part del de Chelles, i el cap era Vaires-sur-Marne.
Va desaparèixer al 2015 i el seu territori es va dividir entre el cantó de Villeparisis i el cantó de Chelles.

## Municipis
- Brou-sur-Chantereine
- Chelles (un terç de la vila, 17.082 habitants)
- Vaires-sur-Marne

## Història
| Data d'elecció                           | Identitat           | Partit  | Qualitat |
| ---------------------------------------- | ------------------- | ------- | -------- |
| 1976-1979                                | Gérard Bordu        | PCF     |          |
| 1979-1985                                | Daniel Brunel       | PCF     |          |
| 1985-1992                                | Daniel Chambon      | PS      |          |
| 1992-1998                                | Hubert Pipard       | RPR/USM |          |
| 1998-2011                                | Danièle Querci      | PS      |          |
| 2011-                                    | Jean-Jacques Marion | PS      |          |
| les dades anteriors no són pas conegudes |                     |         |          |
|                                          |                     |         |          |